# Кије (Мајен)
Кије (фр. Cuillé) насеље је и општина у западној Француској у региону Лоара, у департману Мајен која припада префектури Шато Гонтје.
По подацима из 2011. године у општини је живело 950 становника, а густина насељености је износила 43,86 становника/km². Општина се простире на површини од 21,66 km². Налази се на средњој надморској висини од 100 метара (максималној 103 m, а минималној 57 m).

## Демографија
| 1962. | 1968. | 1975. | 1982. | 1990. | 1999. | 2011. |
| ----- | ----- | ----- | ----- | ----- | ----- | ----- |
| 912   | 997   | 861   | 827   | 863   | 849   | 950   |

График промене броја становника у току последњих година